# Place Wilson (Villeurbanne)
Pour les articles homonymes, voir Place Wilson.
La place Wilson est une place de  Villeurbanne.

## Situation et accès
Située dans le quartier de Charpennes-Tonkin, c'est l'une des places centrales du quartier avec la place Charles-Hernu. La place accueille en son centre l'église Sainte-Madeleine des Charpennes et voit s'installer un marché alimentaire et forain tous les mercredis, vendredis et dimanches matin. Elle joue le rôle de stationnement automobile le reste du temps. La place est entourée de nombreux commerces de proximité.
Transports
Le lieu est desservi par les lignes de bus   et   et possède une station de vélos en libre service Vélo'v.

## Origine du nom
Elle honore Woodrow Wilson président des États-Unis de 1913 à 1921 durant la Première Guerre mondiale.

## Historique
Initialement appelé « place neuve des Charpennes », elle prend le nom de « place Wilson » en décembre 1918. 